# جورج ن. باركس
جورج ن. باركس (بالإنجليزية: George N. Parks)‏ هو قائد فرقة ‏ أمريكي، ولد في 23 مايو 1953 في بوفالو في الولايات المتحدة، وتوفي في 16 سبتمبر 2010 في كوياهوغا فولز في الولايات المتحدة بسبب نوبة قلبية.